# 올리아스트라도

올리아스트라도의 위치

올리아스트라도(이탈리아어: Provincia dell'Ogliastra)은 이탈리아 사르데냐주에 있던 도이다. 도청 소재지는 라누세이와 토르톨리이다. 면적은 1,854 km2, 인구는 58,026(2005)이다. 2016년 2월 4일을 기해 누오로도에 편입되면서 폐지되었다.